# Persone di nome Pietro/Cardinali
| Questa pagina contiene informazioni ricavate automaticamente dalle voci biografiche con l'ausilio del template Bio e di un bot. L'aggiornamento è periodico e automatico e ricostruisce completamente la pagina. Se manca una persona in questa lista, sei pregato di non aggiungerla, ma accertati piuttosto che la sua voce biografica contenga il template Bio e che i dati anagrafici siano correttamente compilati. Se il template Bio manca, inseriscilo tu stesso o, in alternativa, metti l'avviso {{tmp\|Bio}} che ne segnala la mancanza. Se i dati riportati sono sbagliati, correggi direttamente la voce biografica; le modifiche saranno visibili in questa lista entro pochi giorni. Per chiarimenti vedi il progetto antroponimi. La lista contiene solo le 64 persone che sono citate nell'enciclopedia e per le quali è stato implementato correttamente il template Bio. Pagina aggiornata al 22 lug 2025. |

Questa è una lista di persone presenti nell'enciclopedia che hanno il nome Pietro e sono cardinali.

## A(2)
- Pietro Accolti, cardinale e vescovo cattolico italiano (Firenze, n. 1455 - Roma, † 1532)
- Pietro Aldobrandini, cardinale italiano (Roma, n. 1571 - Roma, † 1621)

## B(6)
- Pietro Basadonna, cardinale italiano (Venezia, n. 1617 - Roma, † 1684)
- Pietro Bembo, cardinale, scrittore e grammatico italiano (Venezia, n. 1470 - Roma, † 1547)
- Pietro Bertani, cardinale e vescovo cattolico italiano (Nonantola, n. 1501 - Roma, † 1558)
- Pietro Boetto, cardinale e arcivescovo cattolico italiano (Vigone, n. 1871 - Genova, † 1946)
- Pietro Maria Borghese, cardinale italiano (Siena, n. 1599 - Roma, † 1642)
- Pietro Francesco Bussi, cardinale italiano (Roma, n. 1684 - Roma, † 1765)

## C(12)
- Pietro Campori, cardinale e vescovo cattolico italiano (Castelnuovo di Garfagnana, n. 1553 - Cremona, † 1643)
- Pietro Capocci, cardinale italiano (Roma - Roma, † 1259)
- Pietro Caprano, cardinale italiano (Roma, n. 1759 - Roma, † 1834)
- Pietro Capuano, cardinale e teologo italiano (Amalfi - Viterbo, † 1214)
- Pietro Capuano iuniore, cardinale e patriarca cattolico italiano († 1242)
- Pietro Ciriaci, cardinale e arcivescovo cattolico italiano (Roma, n. 1885 - Roma, † 1966)
- Pietro Collevaccino, cardinale e vescovo cattolico italiano (Benevento - Roma, † 1219)
- Pietro Colonna Pamphili, cardinale e arcivescovo cattolico italiano (Roma, n. 1725 - Verona, † 1780)
- Pietro Colonna, cardinale italiano (Roma, n. 1260 - Avignone, † 1326)
- Pietro Paolo Conti, cardinale italiano (Camerino, n. 1689 - Roma, † 1770)
- Pier Marcellino Corradini, cardinale e arcivescovo cattolico italiano (Sezze, n. 1658 - Roma, † 1743)
- Pietro Corsini, cardinale e vescovo cattolico italiano (Firenze - Avignone, † 1405)

## D(7)
- Pietro Diana, cardinale italiano (Piacenza - Roma, † 1208)
- Pietro Valeriani Duraguerra, cardinale, diplomatico e notaio italiano (Priverno - Roma, † 1302)
- Pietro da Collemezzo, cardinale e arcivescovo cattolico italiano (Campagna romana - Assisi, † 1253)
- Pietro da Pavia, cardinale italiano († 1189)
- Pietro Gherardeschi, cardinale italiano (Pisa - † 1144)
- Pietro di Lussemburgo, cardinale francese (Ligny-en-Barrois, n. 1369 - Villeneuve-lès-Avignon, † 1387)
- Pietro di Miso, cardinale italiano (Roma - † 1182)

## F(2)
- Pietro Foscari, cardinale italiano (Venezia - Bagni di Bacucco, † 1485)
- Pietro Fumasoni Biondi, cardinale e arcivescovo cattolico italiano (Roma, n. 1872 - Roma, † 1960)

## G(6)
- Pietro Francesco Galleffi, cardinale italiano (Cesena, n. 1770 - Roma, † 1837)
- Pietro Gallozia, cardinale e vescovo cattolico italiano (Roma - Roma, † 1211)
- Pietro Gasparri, cardinale e arcivescovo cattolico italiano (Capovallazza di Ussita, n. 1852 - Roma, † 1934)
- Pietro Gianelli, cardinale e arcivescovo cattolico italiano (Terni, n. 1807 - Roma, † 1881)
- Pietro Gravina, cardinale e arcivescovo cattolico italiano (Montevago, n. 1749 - Palermo, † 1830)
- Pietro Girolamo Guglielmi, cardinale italiano (Jesi, n. 1694 - Roma, † 1773)

## I(1)
- Pietro Isvalies, cardinale e arcivescovo cattolico italiano (Messina - Cesena, † 1511)

## L(2)
- Pietro La Fontaine, cardinale e patriarca cattolico italiano (Viterbo, n. 1860 - Paderno del Grappa, † 1935)
- Pietro Lasagni, cardinale italiano (Caprarola, n. 1814 - Roma, † 1885)

## M(4)
- Pietro Maffi, cardinale, arcivescovo cattolico e astronomo italiano (Corteolona, n. 1858 - Pisa, † 1931)
- Pietro Marini, cardinale italiano (Roma, n. 1794 - Roma, † 1863)
- Pietro Modoliense, cardinale italiano (Mottola - Italia, † 1117)
- Pietro Morosini, cardinale italiano (Venezia - Gallicano nel Lazio, † 1424)

## O(2)
- Pietro Ostini, cardinale e arcivescovo cattolico italiano (Roma, n. 1775 - Napoli, † 1849)
- Pietro Ottoboni, cardinale italiano (Venezia, n. 1667 - Roma, † 1740)

## P(10)
- Pietro Palazzini, cardinale italiano (Piobbico, n. 1912 - Roma, † 2000)
- Pietro Papareschi, cardinale italiano († 1146)
- Pietro Parente, cardinale, arcivescovo cattolico e teologo italiano (Casalnuovo Monterotaro, n. 1891 - Città del Vaticano, † 1986)
- Pietro Parolin, cardinale e arcivescovo cattolico italiano (Schiavon, n. 1955)
- Pietro Pavan, cardinale italiano (Povegliano, n. 1903 - Roma, † 1994)
- Pietro Peregrossi, cardinale italiano (Milano - Roma, † 1295)
- Pietro Maria Pieri, cardinale italiano (Siena, n. 1676 - Roma, † 1743)
- Pietro dell'Aquila, cardinale e vescovo cattolico italiano (L'Aquila - † 1298)
- Pietro di Porto, cardinale e vescovo cattolico italiano (Roma - Roma, † 1134)
- Pietro Priuli, cardinale e vescovo cattolico italiano (Venezia, n. 1669 - Venezia, † 1728)

## R(2)
- Pietro Respighi, cardinale e arcivescovo cattolico italiano (Bologna, n. 1843 - Roma, † 1913)
- Pietro Riario, cardinale e arcivescovo cattolico italiano (Savona, n. 1445 - Roma, † 1474)

## S(4)
- Pietro Sasso, cardinale italiano (Anagni - Roma, † 1219)
- Pietro de Silvestri, cardinale italiano (Rovigo, n. 1803 - Roma, † 1875)
- Pietro Vidoni, cardinale italiano (Cremona, n. 1759 - Roma, † 1830)
- Pietro Stefaneschi, cardinale italiano (Roma - Roma, † 1417)

## T(1)
- Pietro Tagliavia d'Aragona, cardinale e arcivescovo cattolico italiano (Palermo, n. 1499 - Palermo, † 1558)

## V(2)
- Pietro Valier, cardinale e arcivescovo cattolico italiano (Venezia, n. 1574 - Padova, † 1629)
- Pietro Vidoni, cardinale e vescovo cattolico italiano (Cremona, n. 1610 - Roma, † 1681)

## Z(1)
- Pietro Antonio Zorzi, cardinale e arcivescovo cattolico italiano (Novegradi, n. 1745 - Udine, † 1803)